# Patricius
Вижте пояснителната страница за други значения на Патриций.
Patricius (на гръцки: πατρίκιος, patrikios) е висока почетна титла през късната античност, която по времето на Константин Велики се дава на най-близките на императора. Те стават така символично равни на роднините на императора. По-късно титлата се дава често на висши военни като на magister militum. Титлата давала императорска могъщност.
В Западен Рим титлата patricius най-късно от Констанций III има най-могъщия magister militum, който през 5 век обикновено определя действията на Запада.
В Източен Рим титлата може да се носи едновременно от няколко души и също е много важна: през 5 и 6 век един patricius тук трябва да е бивш консул, magister militum, magister officiorum, Praefectus praetorio или градски префект на Рим или Константинопол. Титлата така напомняла на древното сенаторско съсловие Патриций през Римската република. Титлата не е наследствена и се давала и на „варвари“, отличили се във войската, както Теодорих Велики.
Patricius е до края на късната древност във Византия титла, която се казва Patrikios до 12 век. По-късно във Византия се дава също и на командири на определени теми, след това често и на сенатори и губи голямата си важност.
В Свещената Римска империя (до Хайнрих V) по подражение на Византия е известно време висока почетна титла.